# ニコン Z 7
- ニコン Z7

ニコン Z 7は、ニコンが2018年8月23日に発表し、2018年9月28日に発売した、ミラーレス一眼デジタルカメラ。同社のカメラとしては初めて、画像センサーに35mmフルサイズ(ライカ判・ニコンFXフォーマット)のものを採用したミラーレス構造のカメラとなった。同社一眼レフカメラ用の「Fマウント」ではなく、それよりもマウント径の大きい「Zマウント」を採用している。アクセサリーの「マウントアダプターFTZ」を取り付けることで、Fマウントレンズ（電子制御式のみ）の使用も可能である。操作体系は、ニコンのデジタル一眼レフカメラ「Dシリーズ」のユーザーが自然に併用できることを目指したという。
2018年の「歴史的カメラ」に選定された。

## 同時発表レンズ

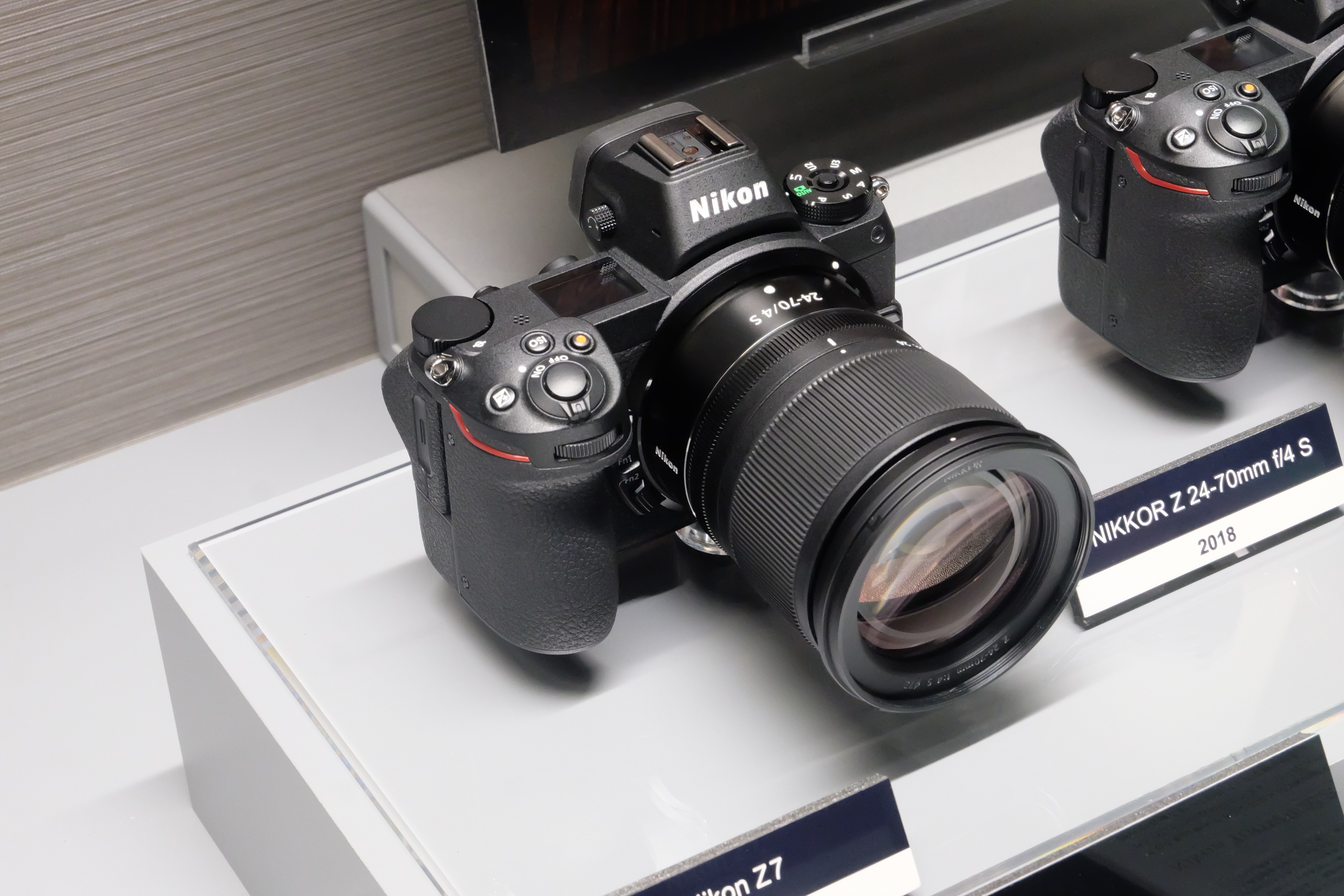
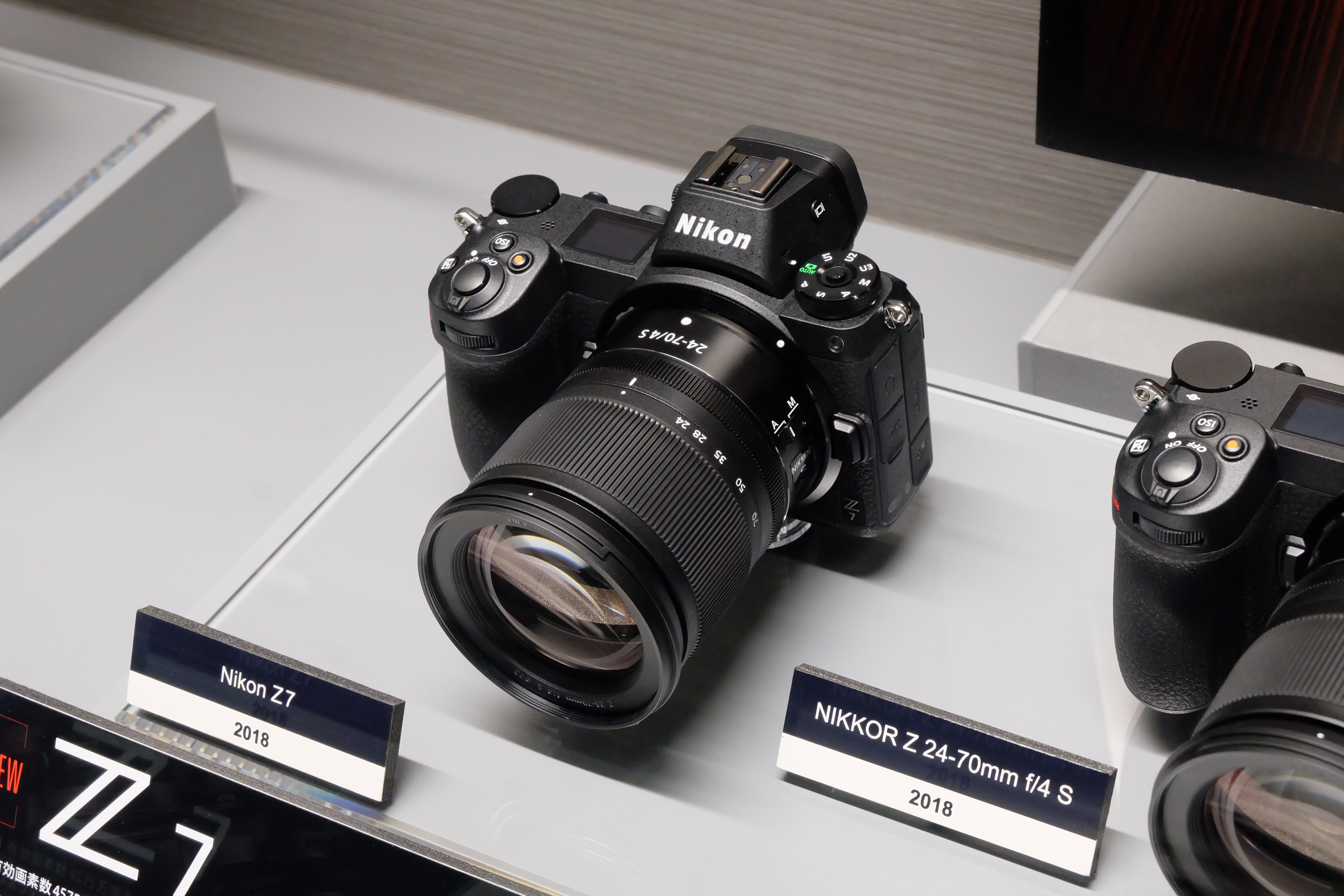
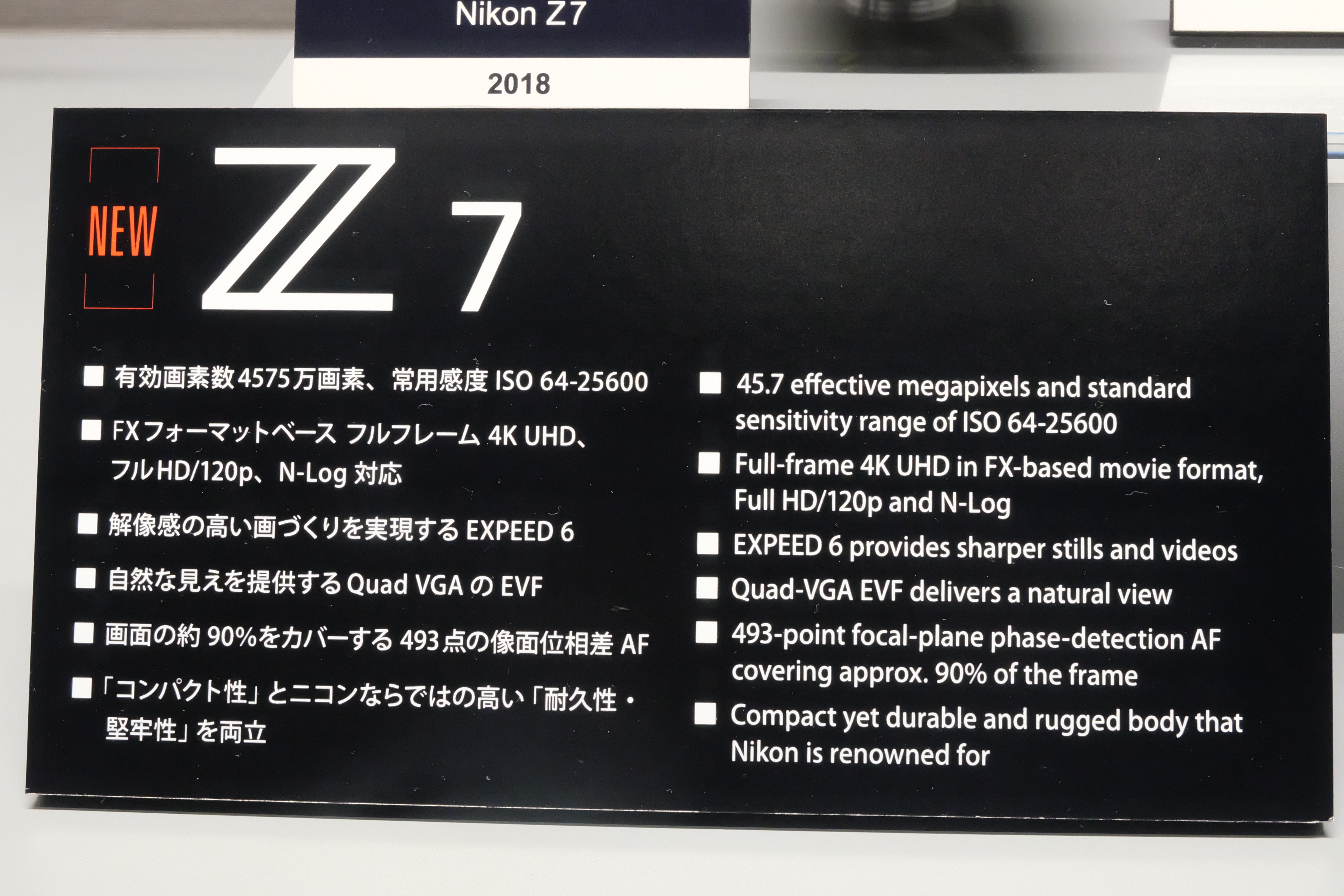
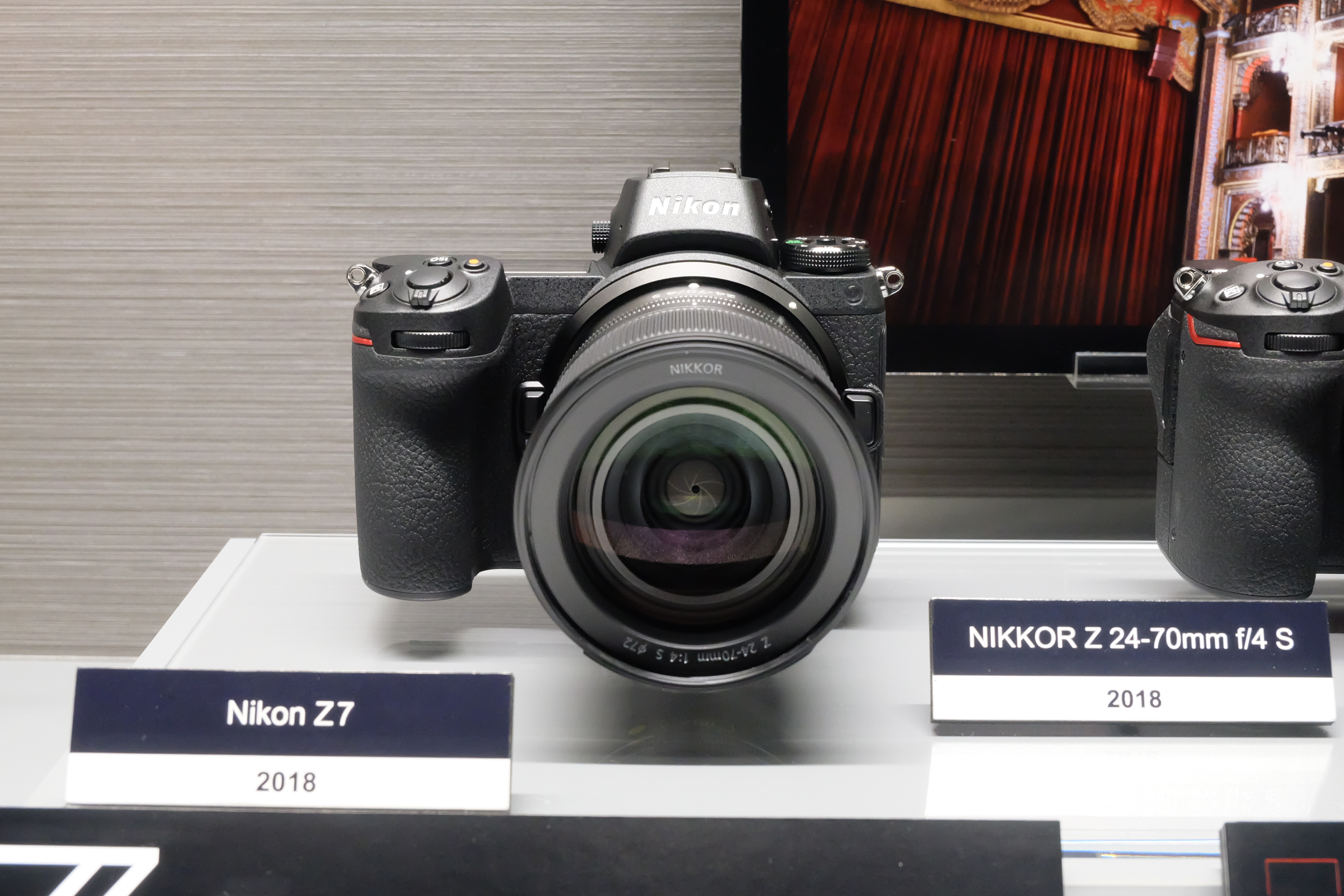
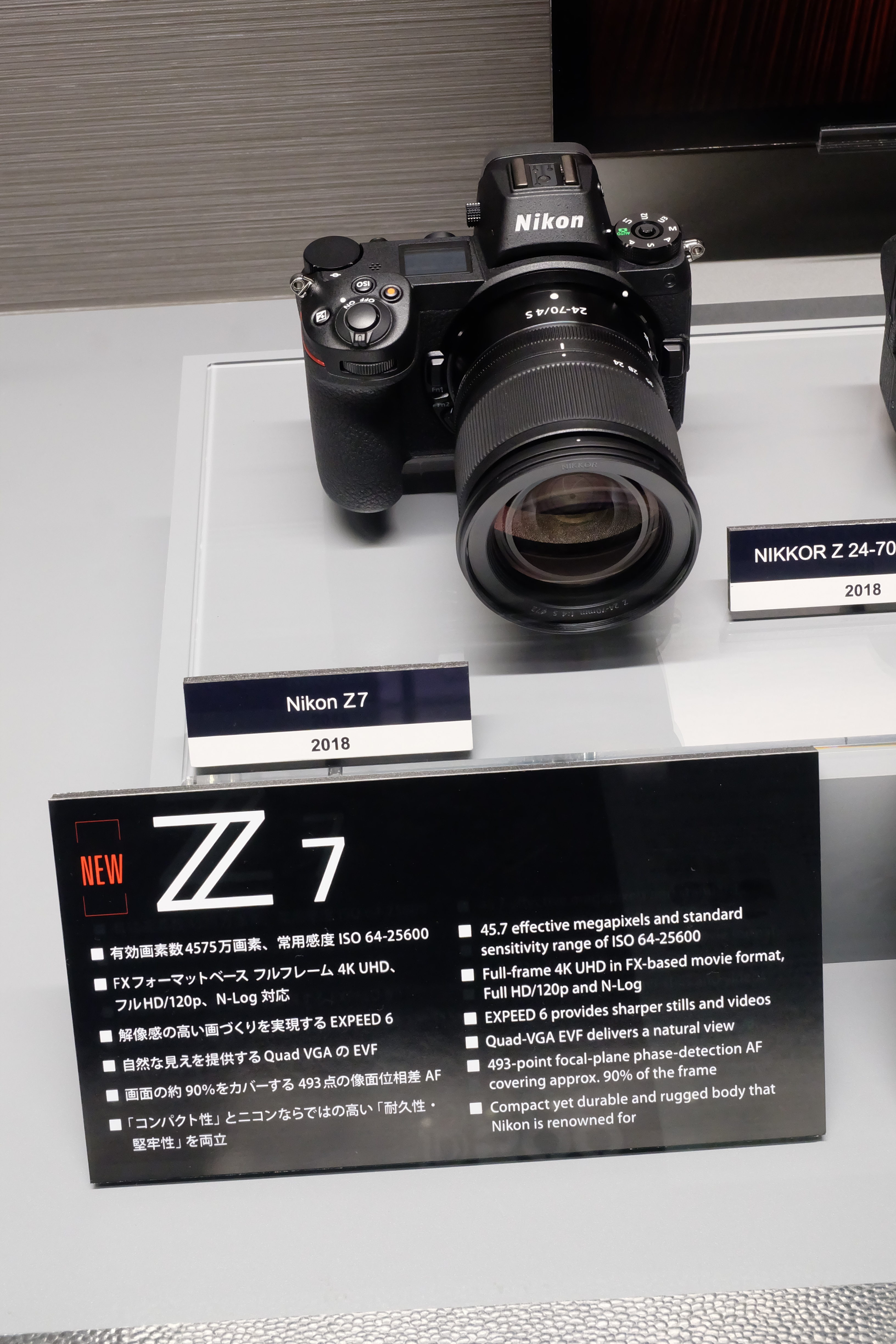
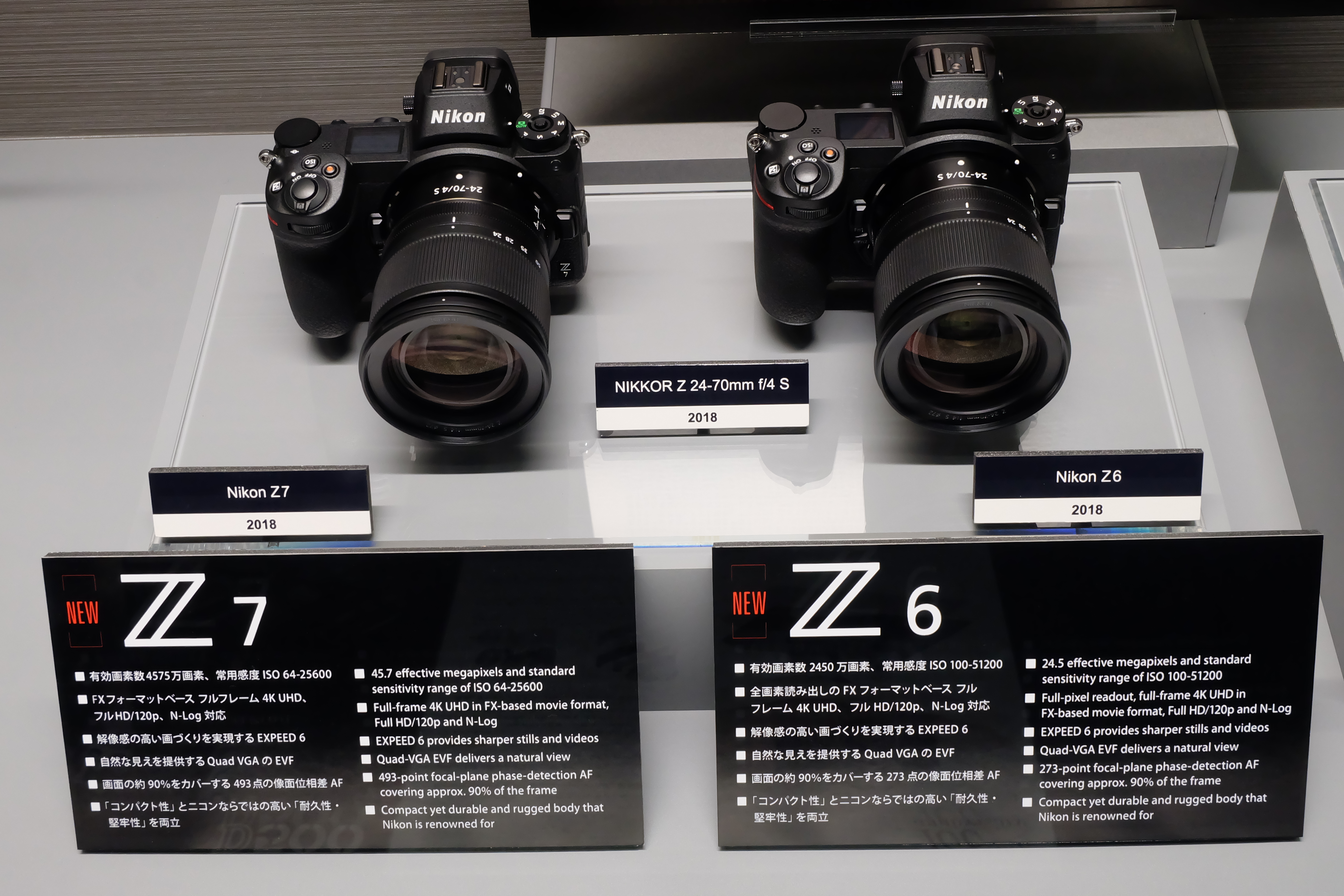
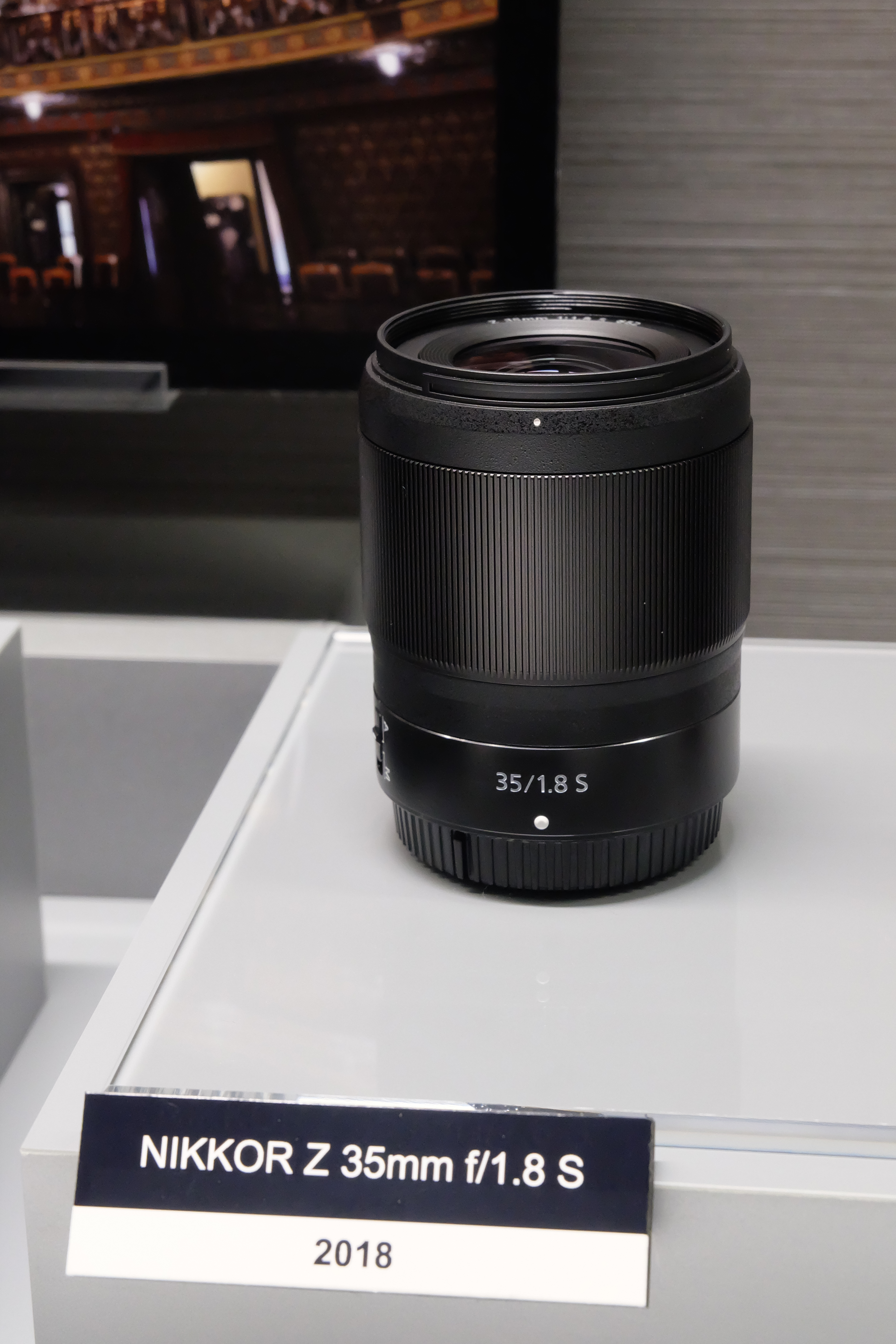
NIKKOR Z 24-70mm f/4 S
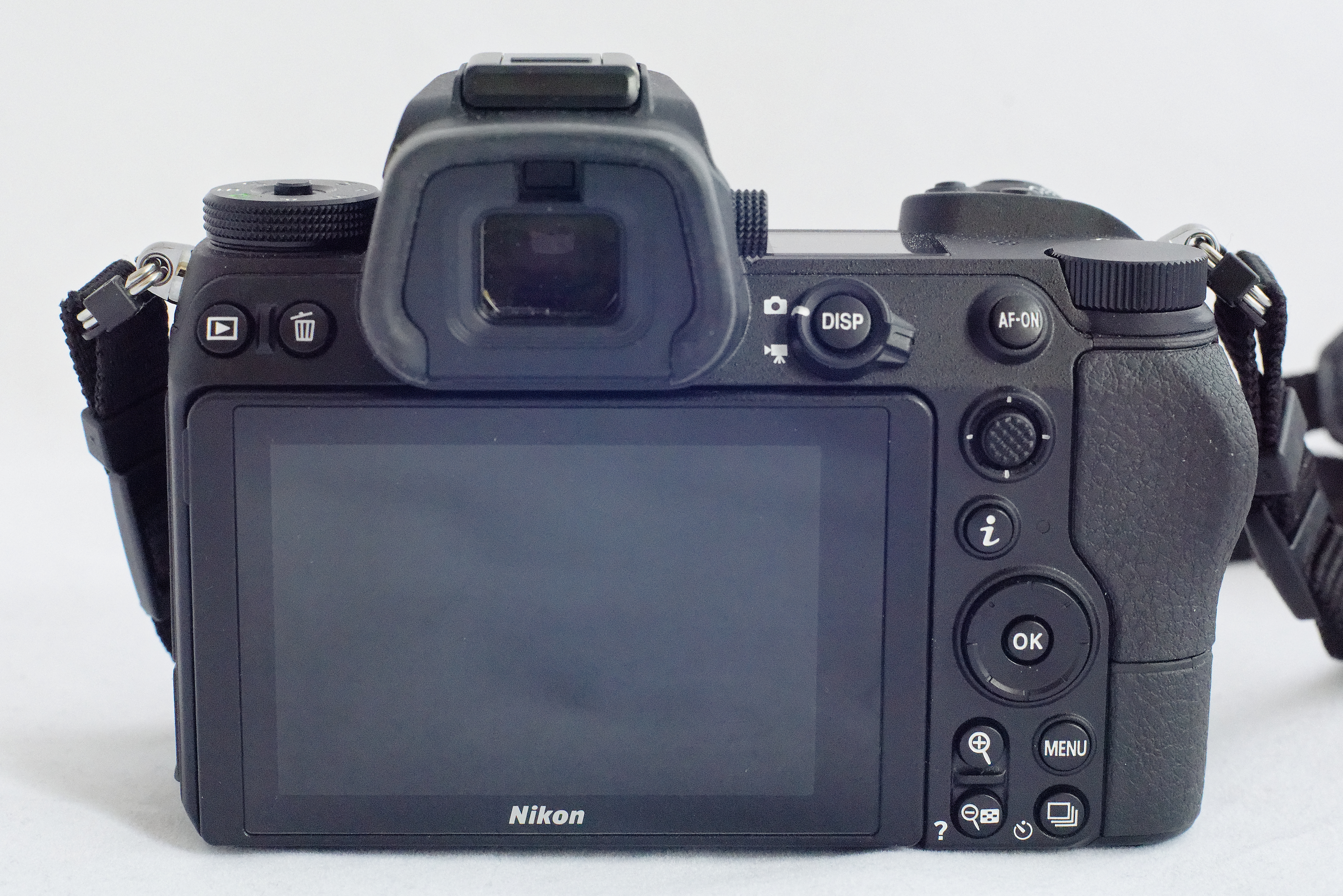
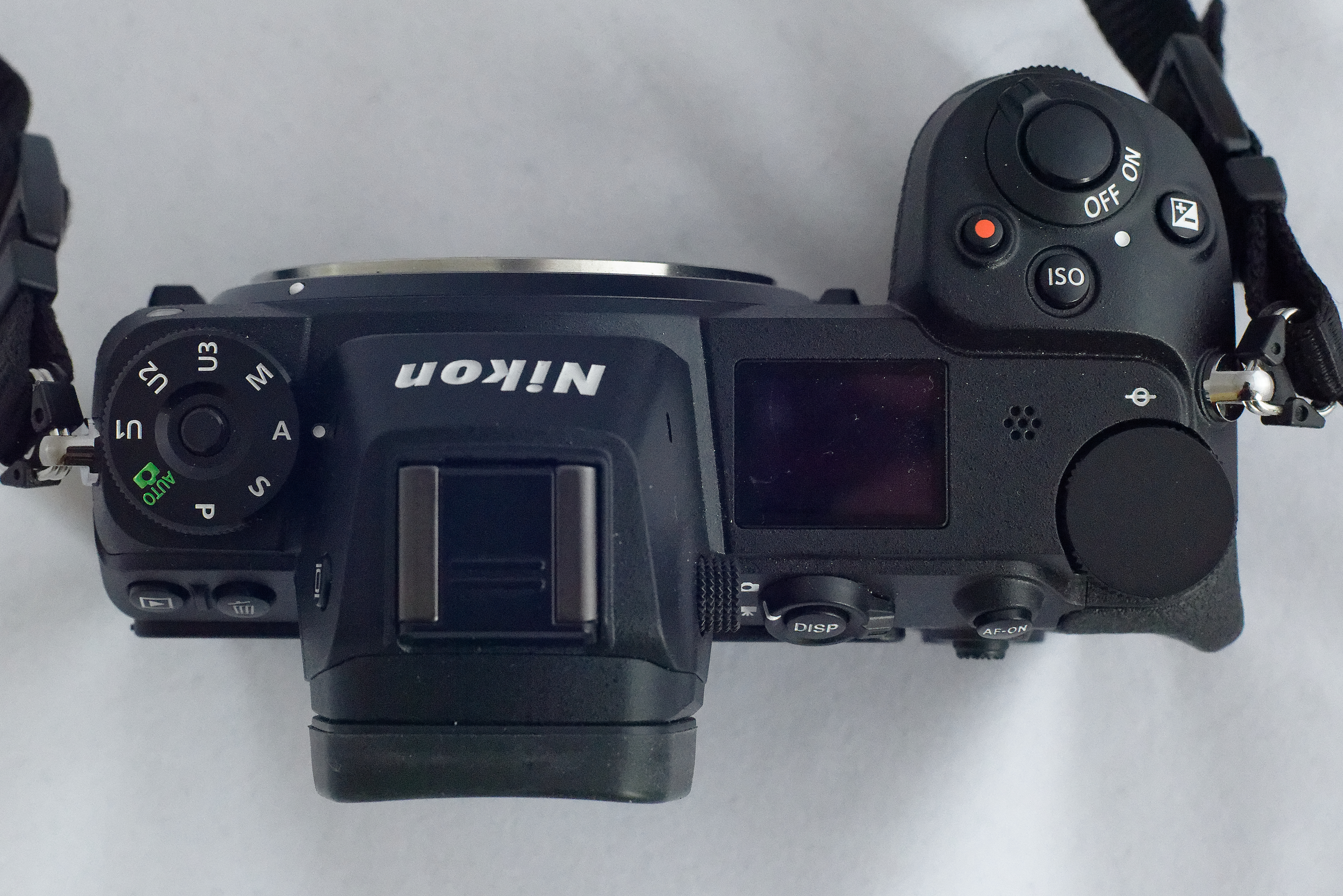
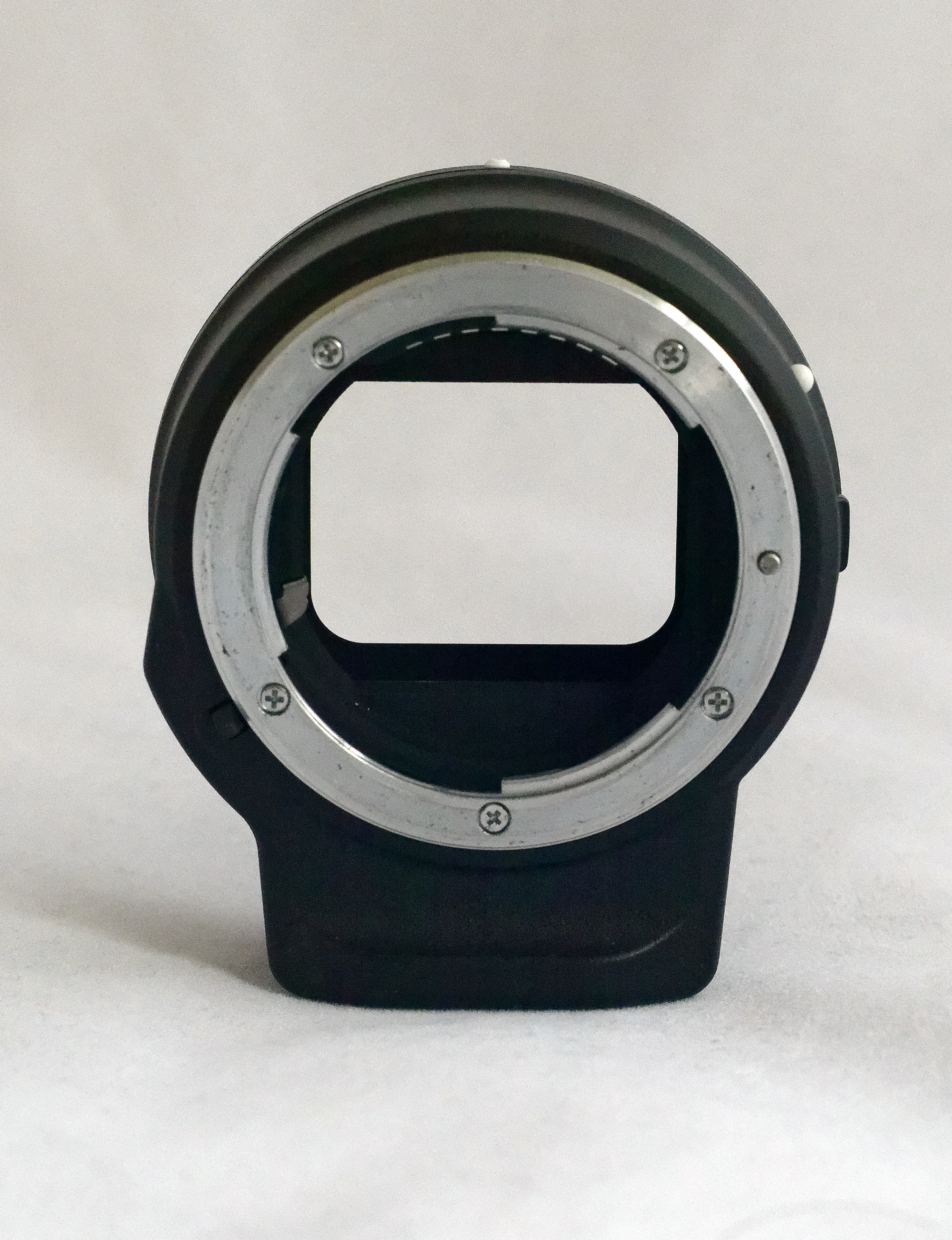
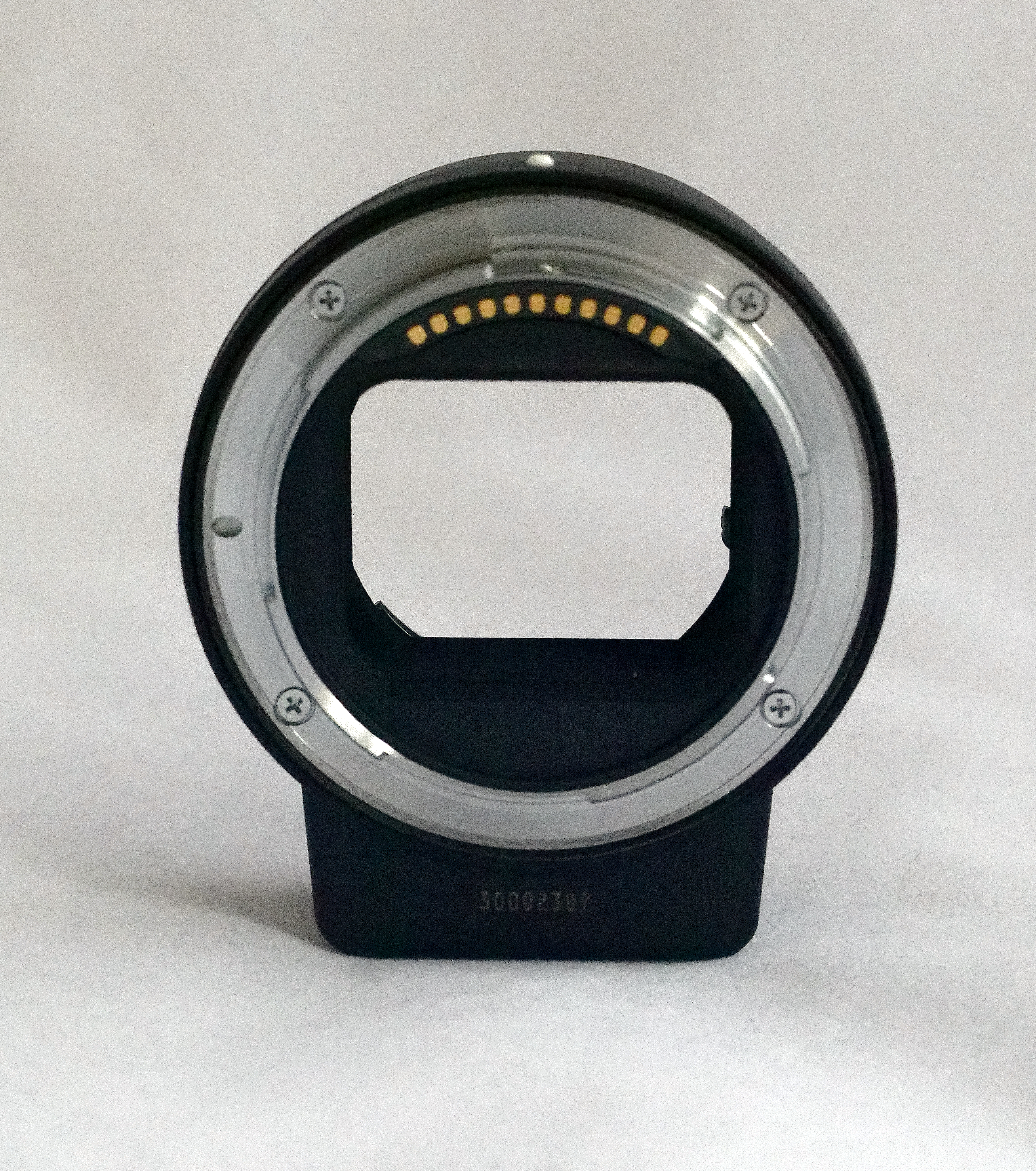
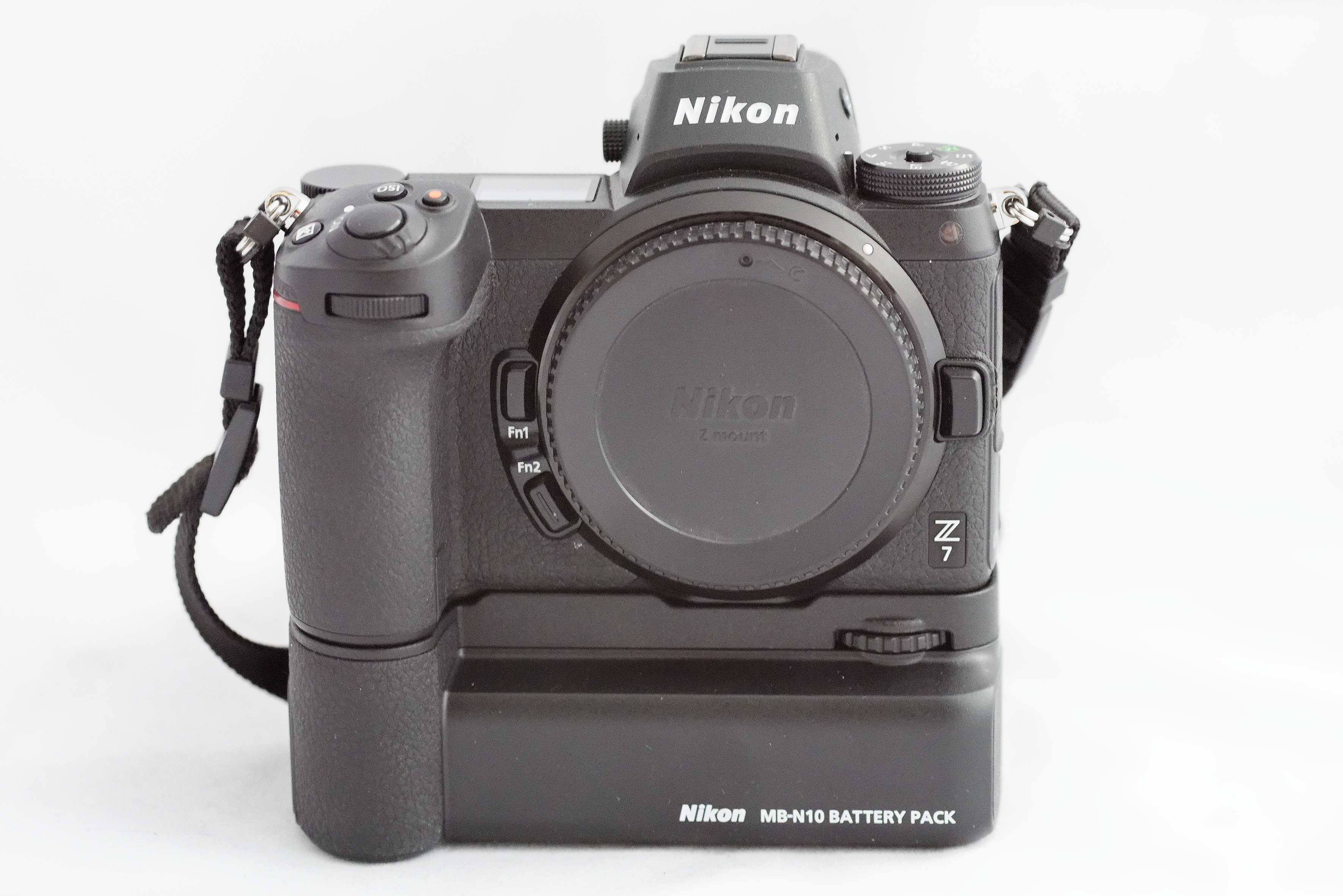
Akkupack MB-N10
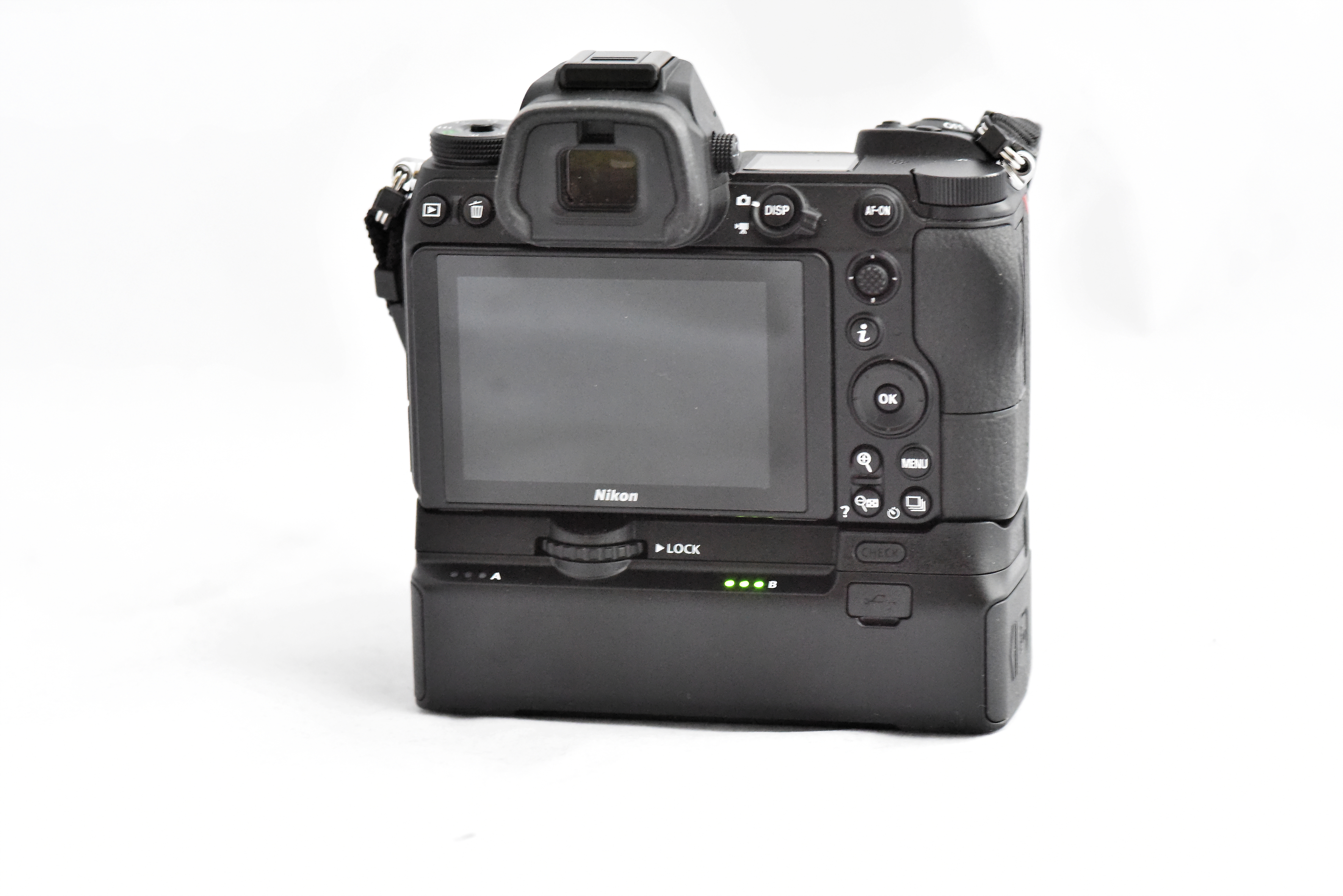
Akkupack MB-N10

- NIKKOR Z 35mm f/1.8 S
- NIKKOR Z 50mm f/1.8 S

- NIKKOR Z 35mm f/1.8 S
- Akkupack MB-N10
- Akkupack MB-N10